# João Abuck de Oxóssi
João Martins Alves ou Pai João de Abuck, (Petrolina/Juazeiro (data de nascimento e origem divergente) - Goiânia, 20 de setembro de 2007), foi o primeiro Babalorixá (Zelador de orixá) e percursor da chegada do candomblé no estado de Goiás. Iniciou vários zeladores no estado de Goiás e de demais estados, tendo como filha, a também a ialorixá Tereza de Omolu. Nascido em Petrolina, mudou-se para o Estado de Goiás onde após muitas dificuldades fundou a sua casa, localizada no Setor Pedro Ludovico onde foi zelador por mais de 50 anos. Pai João, foi o primeiro ancestral do estado, falecendo no dia 20 de setembro de 2007, devido a consequência de um derrame.